# Don Ross (hockey sur glace)
Pour les articles homonymes, voir Ross et Don Ross.
Donald Francis Ross (né le 11 octobre 1942 à Roseau dans le Minnesota) est un joueur américain de hockey sur glace.

## Carrière
Don Ross joue d'abord pour le Roseau High School lors des Minnesota High School Championships en 1958 and 1959, en faisant deux saisons invaincus.
Don Ross est membre de l'équipe de hockey sur glace des Fighting Hawks du Dakota du Nord, l'équipe de l'université du Dakota du Nord, de 1961 à 1965. Il obtient un diplôme dans l'éducation en 1966.
Bruce Riutta fait partie de l'équipe des États-Unis aux Jeux olympiques d'hiver de 1964 à Innsbruck, qui termine cinquième ; il participe à six des sept matchs. Il est à nouveau présent dans l'équipe des États-Unis aux Jeux olympiques d'hiver de 1968 à Grenoble, qui termine sixième ; il participe à tous les matchs et marque deux buts.
Ross prend part aussi dans les équipes américaines aux championnats du monde de 1966, 1967 et 1971 et aux championnat du monde du groupe B en 1970,.
Il reçut des invitations pour assister à des camps d'essai de la LNH avec les Bruins de Boston et plus tard les Canadiens de Montréal, cependant il préfère jouer au hockey amateur.
Il joue ensuite avec le Klagenfurter AC en Autriche de 1971 à 1973 et est ainsi trois fois champion d'Autriche.

## Famille
Don Ross est le frère de Gary Ross.

## Récompenses et distinctions
| Récompenses                    | Saison    |        |
| ------------------------------ | --------- | ------ |
| All-WCHA First Team            | 1962–1963 | [ 8 ]  |
| AHCA West All-American         | 1962–1963 | [ 9 ]  |
| NCAA All-Tournament First Team | 1963      | [ 10 ] |
| All-WCHA First Team            | 1964–1965 | [ 8 ]  |
| AHCA West All-American         | 1964–1965 | [ 11 ] |

- Temple de la renommée des Fighting Hawks du Dakota du Nord, 1980[2].